# Jacaena zhui
Espèce
Synonymes
- Sesieutes zhui Zhang & Fu, 2011

Jacaena zhui est une espèce d'araignées aranéomorphes de la famille des Liocranidae.

## Distribution
Cette espèce se rencontre en Chine au Yunnan dans la préfecture autonome dai de Xishuangbanna et en Thaïlande dans la province de Chiang Mai,.

## Description
Le mâle holotype mesure 4,88 mm et la femelle paratype 6,13 mm.

## Étymologie
Cette espèce est nommée en l'honneur de Ming-sheng Zhu.

## Publication originale
- Zhang & Fu, 2011 : First report of the genus Sesieutes Simon (Araneae: Liocranidae) from China, with description of one new species. Entomological News, vol. 121, p. 69-74.